# Ткачук Павло Петрович
Павло́ Петро́вич Ткачу́к (нар. 13 липня 1955, с. Пузирки) — генерал-лейтенант (2010), доктор історичних наук (2009), професор (2009), колишній начальник Національної академії сухопутних військ імені гетьмана Петра Сагайдачного (2003-2024), Заслужений працівник освіти України (2015), депутат Львівської міської ради (2010-2015) VI скликання у складі фракції Партії регіонів, після 2013 — позафракційний.

## Життєпис
Народився 13 липня 1955 р. в с. Пузирки Козятинського району Вінницької області. 1970 року закінчив 8 класів початкової школи. 
З серпня 1970 року по липень 1973 року навчався в Одеському морехідному училищі, яке закінчив за спеціальністю «Механік-моторист ІІІ класу».
Закінчив Одеське вище артилерійське командне училище (тактичний рівень підготовки, 1977), Військову артилерійську академію (оперативно-тактичний рівень підготовки, 1992); в 2005 році закінчив Національну академію оборони України за спеціальністю «Управління діями з'єднань та об'єднань Збройних Сил» (оперативно-стратегічний рівень підготовки), а в 2009 — Львівський регіональний інститут державного управління Національної академії державного управління при Президентові України за спеціальністю «Державне управління».
Одружений, має доньку і сина, двох внучок та онука.

## Проходження військової служби
З серпня 1973 року по липень 1977 року навчався в Одеському вищому артилерійському командному училищі.
Після закінчення училища був направлений для подальшого проходження військової служби до Забайкальського  військового округу (Монгольська Народна Республіка), де з 1977 року по 1982 рік проходив службу на посадах командира взводу та батареї (МНР).
З 1982 р. по 1986 р. проходив службу на посадах командира артилерійської батареї та начальника штабу артилерійського дивізіону.
З 1986 р. по 1991 р. — командир окремого артилерійського дивізіону.
З 1988 р. по 1992 навчався у Військово-артилерійській академії в м. Санкт-Петербург (заочно).
З 1991 р. по 1997 р. — командир окремого артилерійського полку.
З 1997 р. по 1998 р. — командир окремої механізованої бригади.
З 1998 року по 2002 р. — командир артилерійської дивізії, яка у 2002 р. визнана найкращою серед усіх військових з'єднань Збройних Сил України.
З січня 2003 по вересень 2006 р. — начальник Львівського військового ордена Червоної Зірки інституту імені гетьмана Петра Сагайдачного Національного університету «Львівська політехніка».
З вересня 2006 р. по вересень 2009 р. — начальник Львівського ордена Червоної Зірки інституту Сухопутних військ імені гетьмана Петра Сагайдачного Національного університету «Львівська політехніка».
З вересня 2009 р. — по 18 грудня 2024 р. — начальник Національної академії Сухопутних військ імені гетьмана Петра Сагайдачного.

## Наукова діяльність
- В 2004 році Ткачук захистив кандидатську дисертацію за спеціальністю «військова історія» на тему: «Організація артилерійських частин та їх бойова діяльність по захисту Української держави. 1917–1920 роки».
- В 2005 році генералу Ткачуку присвоєно вчене звання доцента, а в 2008 році — професора.
- В 2009 році Ткачуку П. П. присуджено науковий ступінь доктора історичних наук за спеціальністю «військова історія»; дисертація «Сухопутні війська Збройних Сил України доби революції 1917—1921 рр.»

## Відзнаки і нагороди
- Орден «За заслуги» I ст. (6 грудня 2012) — за значний особистий внесок у зміцнення обороноздатності Української держави, зразкове виконання військового обов'язку, високий професіоналізм та з нагоди Дня Збройних Сил України[7]
- Орден «За заслуги» II ст. (1 грудня 2009) — за вагомий особистий внесок у зміцнення обороноздатності та безпеки Української держави, зразкове виконання військового обов'язку, високий професіоналізм та з нагоди 18-ї річниці Збройних Сил України[8]
- Орден «За заслуги» III ст. (4 грудня 2006) — за вагомий особистий внесок у зміцнення обороноздатності і безпеки України, зразкове виконання військового обов'язку та з нагоди 15-ї річниці Збройних Сил України[9]
- Орден Данила Галицького (17 травня 2019) — за значні особисті заслуги у захисті державного суверенітету та територіальної цілісності України, громадянську мужність, самовідданість у відстоюванні конституційних засад демократії, прав і свобод людини, вагомий внесок у культурно-освітній розвиток держави, активну волонтерську діяльність[10]
- Медаль «За бездоганну службу» III ст. (4 грудня 1996) — за бездоганну службу, досягнення високих показників у бойовій підготовці та професійній майстерності[11]
- Медаль «Захиснику Вітчизни» (1999)
- Заслужений працівник освіти України (4 грудня 2015) — за значний особистий внесок у зміцнення обороноздатності Української держави, мужність, самовідданість і високий професіоналізм, виявлені у виконанні військового обов'язку, та з нагоди Дня Збройних Сил України[12]
- Відзнака Міністерства оборони України «Доблесть і честь» (2001 р.),
- знак «Відмінник освіти України» (2004 р.),
- грамота Кабінету Міністрів України (2007 р.)
- Відзнака Міністерства оборони України «Знак пошани» (2006 р.)
- Відзнака Міністерства оборони України Медаль «10 років ЗС України» (2001 р.)
- Відзнака Міністерства оборони України Медаль «15 років ЗС України» (2006 р.)
- Почесний нагрудний знак Начальника Генерального штабу ЗСУ — Головнокомандувача ЗСУ «За доблесну військову службу Батьківщині» (2008 р.)
- Відзнака Національної академії наук України «За сприяння розвитку науки» (2011 р.)
- Відзнака Державного комітету телебачення і радіомовлення України Пам'ятний нагрудний знак «За заслуги в розвитку інформаційної сфери» (2012)
- Орден «Полярна зірка» (Монголія, 2011)[13]
- Золота Медаль Війська Польського (Польща, 2013 р.)[14]
- Орден Відродження Польщі (лицарський хрест) (Польща, 2015 р.)[15]
- Відзнака Львівського міського голови «Почесний знак Святого Юрія» (2011 р.)[16]
- Відзнака Української православної церкви Київського патріархату Орден Святого Архистратига Михаїла (2006 р.)
- Відзнака Української православної церкви Київського патріархату Орден Святого Юрія Переможця (2016 р.)[17]
- Відзнака Центру Військового Капеланства «Золотий Хрест»[18]
- Орден «За службу Батьківщині в Збройних Силах СРСР», 3-го ступеня[19]
- Переможець акції «Галицький лицар» у номінації «Науковець, освітянин» (2006)

## Власність
За даними журналістів програми Слідство.Інфо, родина Ткачука має у власності 4 квартири, 3 будинки та 3 джипи, хоча в декларації генерала в розділі «нерухоме майно» нічого не вказано.

## Оцінки діяльності
Святійший Патріарх Філарет  відзначив у вересні 2016 року, що генерал-лейтенант Павло Ткачук зробив багато для підвищення кваліфікації кадрів.
Герой України, генерал-майор Ігор Гордійчук у своєму інтерв'ю газеті «Високий Замок» відзначив: «Мені від начальника Академії сухопутних військ, генерала Павла Ткачука, з яким працював у Львові, треба навчитися головного — змінити ставлення підлеглих до справи. Там усі вболівають за доручену ділянку роботи…».